# 17-та авіапольова дивізія (Третій Рейх)
17-та авіапольова дивізія (Третій Рейх) (нім. Luftwaffen Feld Division 17) — піхотна дивізія Вермахту зі складу військово-повітряних сил, що діяла як звичайна піхота за часів Другої світової війни.

## Історія
17-та авіапольова дивізія була сформована 1 грудня 1942 року на основі підрозділів Люфтваффе у 7-му командуванні Люфтваффе (нім. Luftgau VII). У січні 1943 року передислокована до Північно-Західної Франції в район Гер, де увійшла до складу групи армій «D». У лютому 1943 року дивізію підпорядкували XXV армійському корпусу генерала від інфантерії К. фон Прагера 7-ї армії, а в березні її передали до LXXXI армійського корпусу генерала танкових військ А.Кунтцена 15-ї армії із завданням забезпечення берегової оборони окупованого французького узбережжя в районі Гавра.
1 листопада 1943 року переформована на польову дивізію Люфтваффе (нім. 17. Feld-Division (L), з підпорядкуванням Сухопутним військам Вермахту, продовжувала виконувати завдання берегової оборони вздовж узбережжя Ла-Маншу. У грудні 1943 року дивізію посилили ще одним єгерським полком Люфтваффе — 47-м. У вересні 1944 року з'єднання розформували, а її особовий склад та техніку передали на доукомплектування 167-ї фольксгренадерської дивізії, що формувалася у Словаччині.

## Райони бойових дій
- Німеччина (грудень 1942 — січень 1943)
- Франція (січень 1943 — вересень 1944)
- Словаччина (вересень 1944)

## Командування

### Командири
- оберст Ганс Корте (нім. Hans Korte) (грудень 1942 — 25 січня 1943);
- генерал-майор Герберт Ольбріх (нім. Herbert Olbrich) (25 січня — 30 жовтня 1943);
- генерал-майор Ганскурт Гоккер (нім. Hanskurt Höcker) (5 листопада 1943 — 9 вересня 1944).

### Підпорядкованість
| Час      | Корпус     | Армія      | Група армій (округ) | Штаб             |
| -------- | ---------- | ---------- | ------------------- | ---------------- |
| 1942     |            |            |                     |                  |
| грудень  | формування | формування | формування          | формування       |
| 1943     |            |            |                     |                  |
| січень   | —          | —          | Група армій «D»     | Північна Франція |
| лютий    | XXV ак     | 7 А        | Група армій «D»     | Північна Франція |
| березень | LXXXI ак   | 15 А       | Група армій «D»     | Гавр             |
| 1944     |            |            |                     |                  |
| січень   | LXXXI ак   | 15 А       | Група армій «D»     | Гавр             |
| травень  | LXXXI ак   | 15 А       | Група армій «B»     | Гавр             |
| серпень  | LXVII ак   | 15 А       | Група армій «B»     | Гавр             |

### Склад
| Літо 1943                       |
| ------------------------------- |
| 33-й єгерський полк Люфтваффе   |
| 34-й єгерський полк Люфтваффе   |
| велосипедна рота                |
| артилерійський дивізіон         |
| протитанковий батальйон         |
| інженерна рота                  |
| зенітна батарея                 |
| розвідувальна рота зв'язку      |
| дивізійне управління постачання |